# Beixing (köping i Kina, Heilongjiang)
Beixing (kinesiska: 北兴, 北兴镇) är en köping i Kina. Den ligger i provinsen Heilongjiang, i den nordöstra delen av landet, omkring 310 kilometer norr om provinshuvudstaden Harbin. Antalet invånare är 22 717. Befolkningen består av 11 118 kvinnor och 11 599 män. Barn under 15 år utgör 15,0 %, vuxna 15-64 år 77 %, och äldre över 65 år 7,0 %.
Genomsnittlig årsnederbörd är 849 millimeter. Den regnigaste månaden är juli, med i genomsnitt 294 mm nederbörd, och den torraste är januari, med 9 mm nederbörd.